# Lukar (Jagodina)
Pour les articles homonymes, voir Lukar.
Lukar (en serbe cyrillique : Лукар) est un village de Serbie situé sur le territoire de la ville de Jagodina, district de Pomoravlje. Au recensement de 2011, il comptait 113 habitants.

## Démographie
| 1948 | 1953 | 1961 | 1971 | 1981 | 1991 | 2002 | 2011 |
| ---- | ---- | ---- | ---- | ---- | ---- | ---- | ---- |
| 314  | 325  | 334  | 285  | 222  | 163  | 139  | 113  |

|  |